# Bekkevoort
Bekkevoort è un comune belga di 5 926 abitanti della provincia del Brabante Fiammingo, nelle Fiandre.